# Polvo mineral

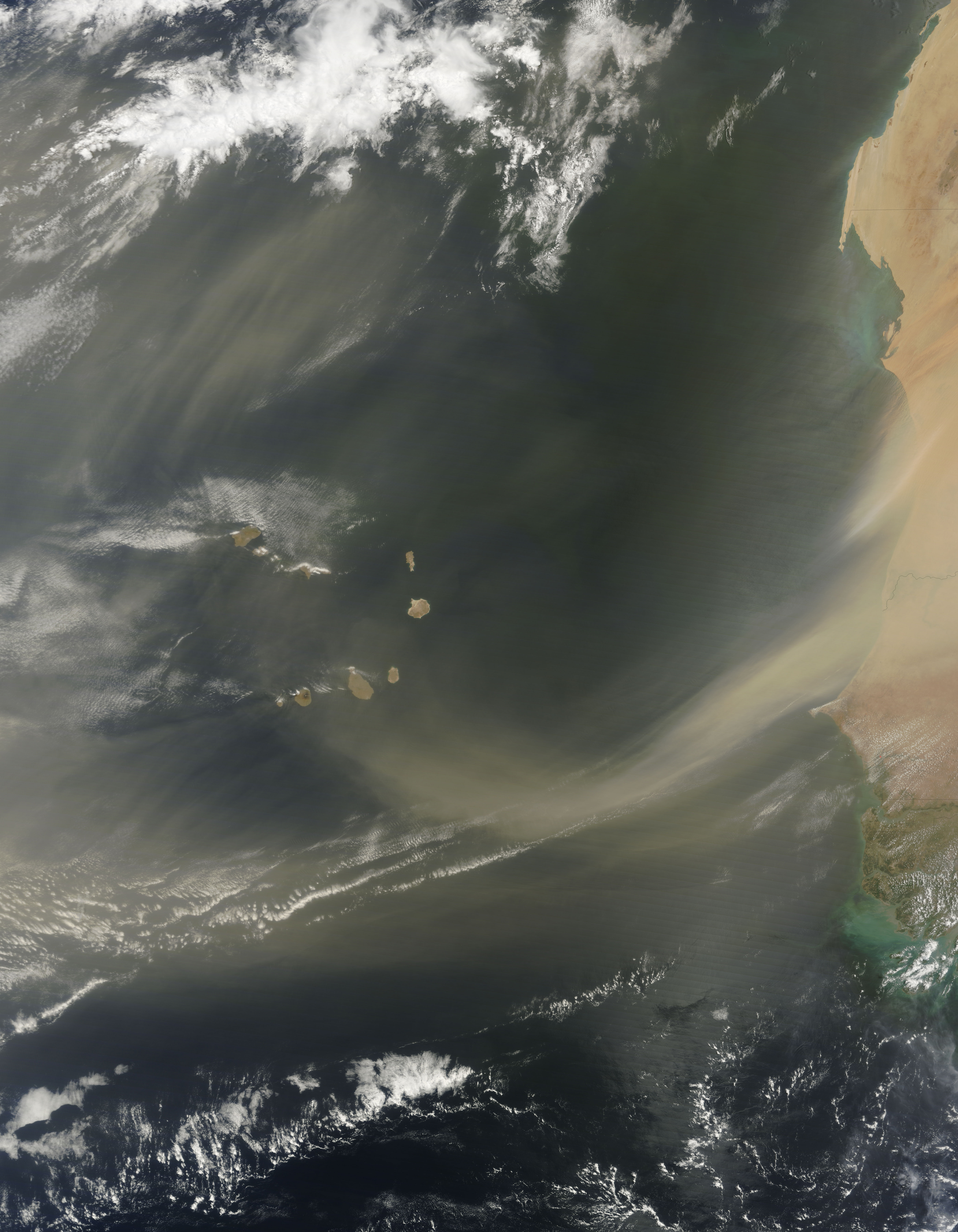
Columna de polvo de África occidental.

El polvo mineral son los aerosoles atmosféricos originados por la suspensión de minerales que constituyen el suelo. Se compone de varios óxidos y carbonatos. Las actividades humanas conducen al 30% de la carga de polvo en la atmósfera. El desierto del Sahara es la principal fuente de polvo mineral, que posteriormente se extiende por el Mediterráneo (donde es el origen de las tormentas de polvo) y los mares del Caribe en el norte de América del Sur, América Central y el este de América del Norte y Europa. Además, juega un papel importante en la entrada de nutrientes a la selva amazónica. El desierto de Gobi es otra fuente de polvo en la atmósfera, que afecta el este de Asia y el oeste de América del Norte. 

## Características
El polvo mineral está constituido principalmente por los óxidos (SiO 2, Al 2 O 3, FeO, Fe 2 O 3, CaO y otros) y carbonatos (CaCO 3, MgCO 3 ) que constituyen la corteza terrestre. 
Las emisiones globales de polvo mineral se estiman en 1000-5000 millones de toneladas por año, de las cuales la mayor parte se atribuye a los desiertos. Aunque esta clase de aerosol generalmente se considera de origen natural, se estima que aproximadamente una cuarta parte de las emisiones de polvo mineral podrían atribuirse a las actividades humanas a través de la desertificación y los cambios en el uso del suelo.
Las grandes concentraciones de polvo pueden causar problemas a las personas que tienen problemas respiratorios. Otro efecto de las nubes de polvo son las puestas de sol más coloridas. 

## Polvo mineral sahariano

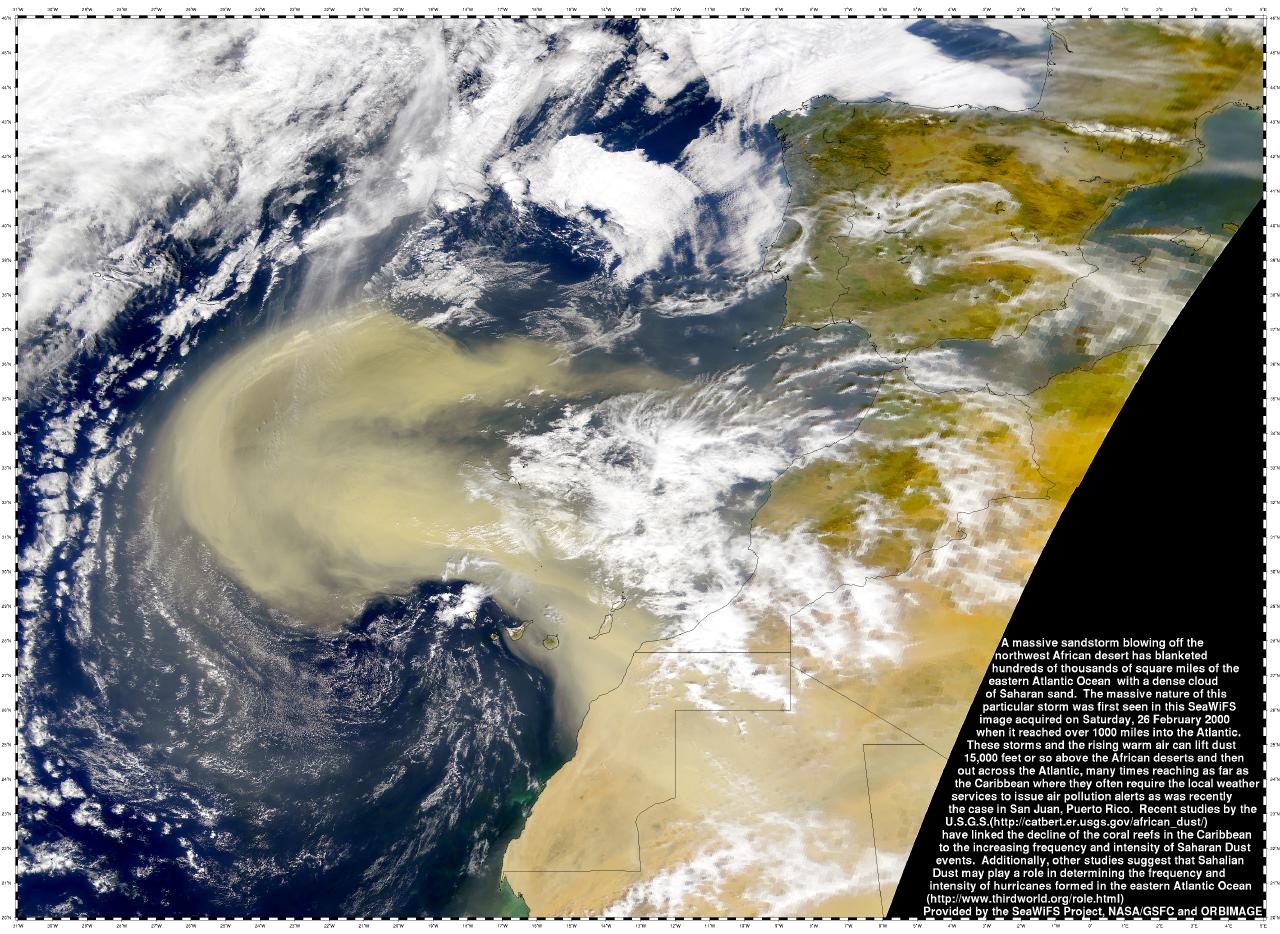
Foto satelital de una nube de polvo sahariana (2000) sobre el Océano Atlántico oriental.

El Sahara es la principal fuente de polvo mineral en la Tierra (60-200 millones de toneladas por año [cita requerida]). El polvo del Sahara puede levantarse por convección sobre zonas desérticas calientes y, por lo tanto, puede alcanzar altitudes muy altas; desde allí puede ser transportado a todo el mundo por vientos, cubriendo distancias de miles de kilómetros. El polvo combinado con el aire extremadamente caliente y seco del desierto del Sahara a menudo forma una capa atmosférica llamada capa de aire sahariana que tiene efectos significativos en el clima tropical, especialmente porque interfiere con el desarrollo de huracanes. 

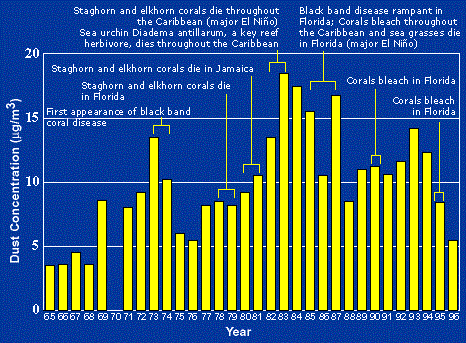
Gráfico que muestra la correlación entre el polvo con varias muertes de corales en el Mar Caribe y Florida.

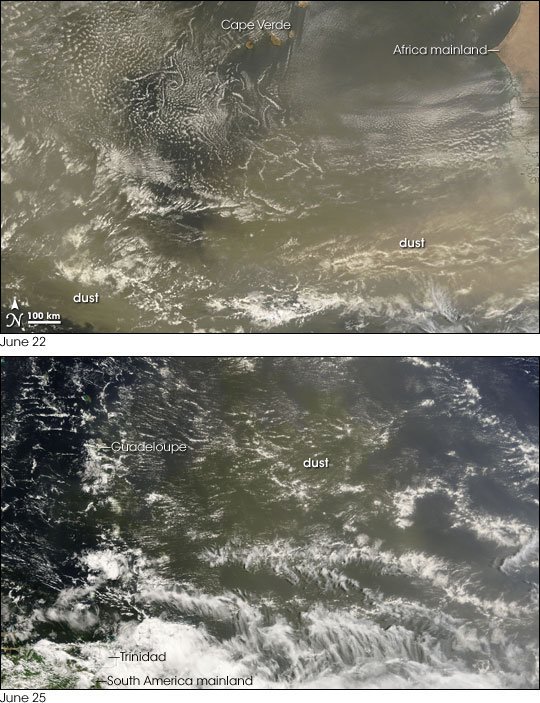
Imágenes que muestran el polvo sahariano cruzando el Atlántico.

Existe una gran variabilidad en el transporte de polvo a través del Atlántico hacia el Caribe y Florida de año en año. En algunos años se observa polvo mineral sahariano en gran parte de la costa este de los Estados Unidos y es visible en el cielo. Debido a los vientos alisios, se pueden encontrar concentraciones muy grandes de polvo mineral en el Atlántico tropical, llegando al Caribe; además de transporte episódico a la región mediterránea. Las columnas de polvo sahariano pueden formar iberulitas (una agregación troposférica particular de aerosoles) cuando estas columnas viajan a través del norte de África y el este del Atlántico Norte, y a menudo alcanzan las áreas circunmediterráneas de Europa occidental. En la región mediterránea, el polvo sahariano es importante ya que representa la principal fuente de nutrientes para el fitoplancton y otros organismos acuáticos. El polvo sahariano transporta el hongo Aspergillus sydowii y otros. El Aspergillus, transportado por el polvo del Sahara, cae al Mar Caribe y posiblemente infecta a los arrecifes de coral con la enfermedad del abanico de mar (aspergilosis). También se ha relacionado con una mayor incidencia de ataques de asma pediátricos en el Caribe. Desde 1970, los eventos de polvo mineral han empeorado debido a los períodos de sequía en África. Los eventos de polvo mineral se han relacionado con una disminución en la salud de los arrecifes de coral en todo el Caribe y Florida, principalmente desde la década de 1970.
Investigadores de la Universidad de Hacettepe han informado que el suelo sahariano puede tener hierro biodisponible y también algunos elementos esenciales de macro y micro nutrientes adecuados para su uso como fertilizante para el cultivo de trigo. Se ha demostrado que el suelo del Sahara puede tener el potencial de producir hierro biodisponible cuando se ilumina con luz visible y también tiene algunos elementos esenciales de macro y micronutrientes. Los resultados del estudio indican que las variedades de trigo alimentadas con solución de suelo sahariano irradiado dieron resultados comparables a fertilizantes disponibles en el mercado.

### Efecto sobre la frecuencia de huracanes
Según un artículo de la NASA, los satélites de la NASA han demostrado que "el efecto de enfriamiento del polvo fue responsable de un tercio de la caída en las temperaturas de la superficie del mar del Atlántico Norte entre junio de 2005 y 2006, posiblemente contribuyendo a la diferencia en la actividad de huracanes entre las dos estaciones". Hubo solo 5 huracanes en 2006 en comparación con 15 en 2005. 
Se sabe que uno de los principales factores que crean huracanes son las temperaturas cálidas del agua en la superficie del océano. La evidencia muestra que el polvo del desierto del Sahara causó que las temperaturas de la superficie fueran más frías en 2006 que en 2005. 

## Polvo mineral asiático

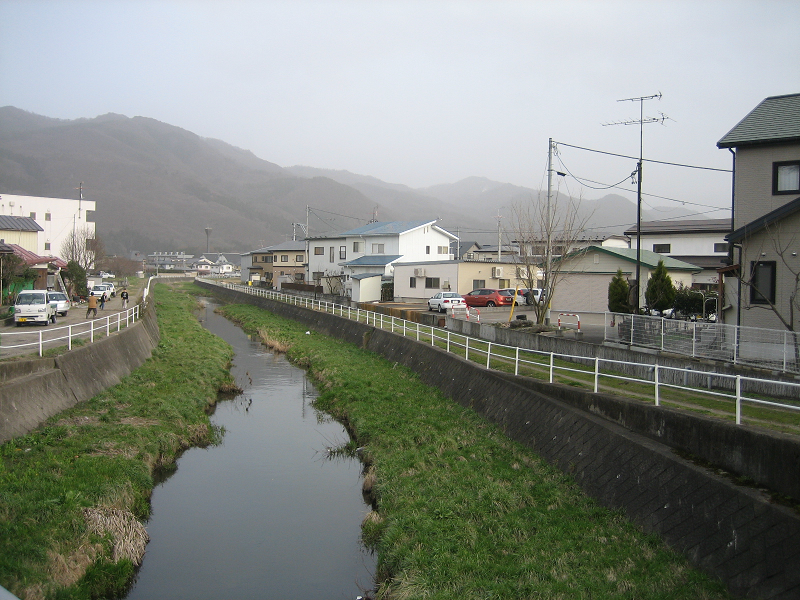
Aizuwakamatsu, Japón envuelto en polvo mineral el 2 de abril de 2007.

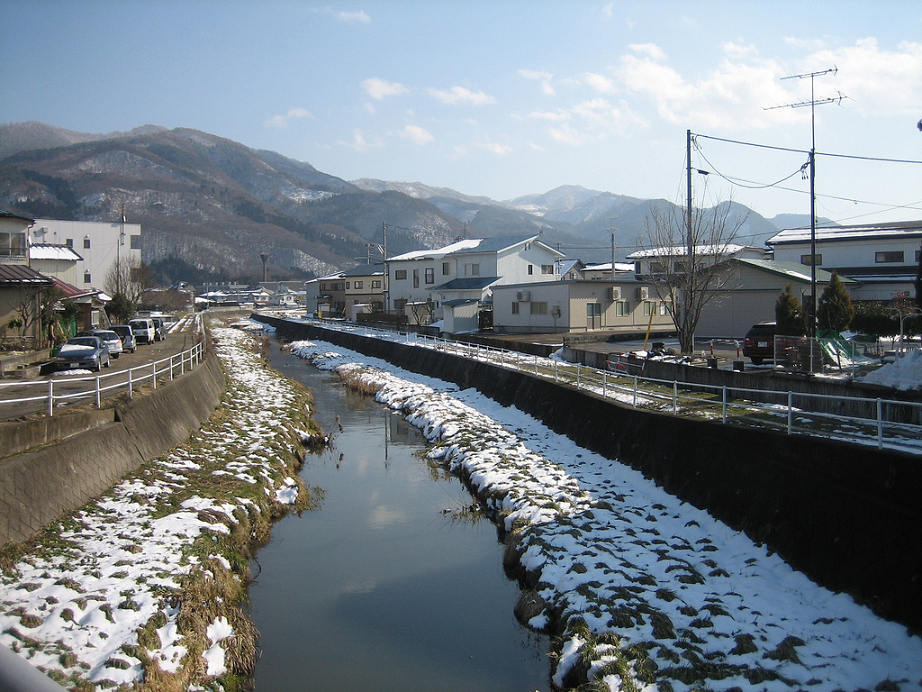
Aizuwakamatsu, Japón con cielos despejados.

En Asia oriental, los eventos de polvo mineral que se originan en el desierto de Gobi (sur de Mongolia y norte de China) durante la primavera dan lugar al fenómeno llamado polvo asiático. Los aerosoles son transportados hacia el este por los vientos dominantes y pasan sobre China, Corea y Japón. A veces, se pueden transportar concentraciones significativas de polvo hasta el oeste de los Estados Unidos. Las áreas afectadas por el polvo asiático experimentan problemas de visibilidad y salud disminuidos, como dolor de garganta y dificultades respiratorias. Sin embargo, los efectos del polvo asiático no son estrictamente negativos, ya que se cree que su deposición enriquece el suelo con oligoelementos importantes.

## Polvo mineral norteamericano
El polvo mineral se origina en varias fuentes en el continente de América del Norte, incluido el suroeste, las Grandes Llanuras y Alaska. En el suroeste, el polvo afecta la salud humana, la visibilidad, la productividad del lago, y la tasa de deshielo en las Montañas Rocosas. La deposición de polvo ha aumentado dramáticamente desde principios de 1800 en comparación con el entorno natural debido a la intensificación de las actividades humanas.

### Relación con la sequía
Las regiones áridas y semiáridas son naturalmente propensas a las emisiones de polvo. La humedad del suelo es una variable importante que controla las emisiones de polvo, junto con la cubierta vegetal, la velocidad del viento y el tipo de suelo. Varios estudios basados en observaciones modernas muestran relaciones positivas (es decir, el aumento de la sequía aumenta el polvo) entre el polvo y las condiciones de sequía en cada fase del ciclo del polvo, desde las emisiones, a la carga atmosférica, a la deposición. Sin embargo, los estudios basados en registros paleo de deposición de polvo (por ejemplo, usando sedimentos de lagos) que observaron específicamente las megasequías muestran aumentos y ningún cambio en la deposición de polvo. El estudio realizado por Routson mostró un aumento en la deposición durante megasequías pero utilizó una medida de la concentración de polvo en lugar de la acumulación que se ve afectada por la velocidad de sedimentación. En cambio, el estudio de Routson utilizó tasas de acumulación de polvo y no encontró diferencias entre la deposición de polvo durante los años de sequía y las megacanales y la deposición durante condiciones normales de hidroclima. En cambio, descubrieron que la deposición de polvo está más controlada por los mecanismos de transporte y el suministro de sedimentos que por el hidroclima. Del mismo modo, Arcusa no encontró evidencia de una mayor deposición de polvo durante la sequía en escalas de varias décadas y centenarias. También descubrieron que el suministro de sedimentos desempeñó un papel clave, como lo demuestra un aumento del 60% en la deposición en el siglo XIX debido a la aceleración de la perturbación de la tierra.